# Acqua Minerale San Benedetto
Acqua Minerale San Benedetto S.p.A. este o companie italiană cu sediul în orașul Scorzè (provincia Veneția) și cu activități în domeniul băuturilor nealcoolice (băuturi răcoritoare). Compania este controlată de familia de industriași Zoppas⁠(d) (care a deținut, de asemenea, fabrica de electrocasnice omonimă⁠(d)) și se ocupă cu producerea și vânzarea în Italia și în străinătate a băuturilor nealcoolice (apă minerală, băuturi carbogazoase și necarbogazoase), fiind prezentă în 105 țări de pe cinci continente.
Compania San Benedetto este lider de piață în industria băuturilor nealcoolice din Italia și deține unsprezece fabrici, dintre care șapte în Italia: Scorzè (provincia Veneția), Pocenia (provincia Udine), Popoli Terme (provincia Pescara), Donato (provincia Biella), Nepi (provincia Viterbo), Viggianello și Atella (ambele în provincia Potenza), două în Spania, una în Polonia și una în Ungaria. Ea avea în anul 2023 un număr de 1.987 de angajați în întreaga lume și 44 de linii de îmbuteliere în Italia cu o capacitate de producție de peste 20 de milioane de sticle pe zi.

## Istoric

### Începuturi
Orășelul italian Scorzè, aflat într-o zonă de câmpie la o distanță de aproximativ 30 de kilometri nord-vest de Veneția, a dobândit în Evul Mediu o reputație de „sursă de apă sănătoasă” (fonte dell’acqua della salute). Venețienii nu erau în acea vreme mari consumatori de apă, pe care o foloseau în principal în combinație cu unele aperitive precum spritz-ul sau cu vinul, iar consumul anual de vin depășea 100 de litri pe cap de locuitor. Apa izvoarelor din apropierea Veneției emanau mirosuri puternice, din cauza conținutului de sulf, și nu erau preferate de localnici, iar aristocrații venețieni o foloseau doar în scopuri terapeutice, ca urmare a legendelor care îi atribuiau proprietăți vindecătoare. Una dintre excepții o constituia apa din Scorzè, care izvorăște din ghețarii Munților Dolomiți, curge apoi în mare parte prin subteran, străbătând mai multe straturi de roci calcaroase și fiind îmbogățită astfel cu săruri minerale (mai ales sodiu și magneziu), și, după un lung traseu, reapare la suprafață în zona de câmpie ca o apă limpede, filtrată de pietre și nisip. Calitățile acestei ape au fost certificate prin documente emise de autoritățile Republicii Venețiene încă din secolul al XVIII-lea, când acea apă a fost descrisă astfel: „cu un gust excelent, pură și cristalină, potrivită pentru intestin, stomac și întreg corpul”.
Proprietarii izvorului de apă San Benedetto din Scorzè erau, la sfârșitul anilor 1940, frații Bruno și Ermenegildo (poreclit „Ilo”) Scattolin, care dețineau în acea vreme un magazin de produse alimentare și coloniale. Urmând sfatul farmacistului local, cei doi proprietari au obținut în 1951 o autorizație de „vânzare la fața locului” și au început să vândă apa din izvorul San Benedetto. La 10 aprilie 1956, după obținerea licenței de îmbuteliere și vânzare departe de sursă, a fost fondată compania Acqua Minerale San Benedetto, care-i avea ca asociați pe cei doi frați Scattolin și pe unele rude îndepărtate ale acestora din familia Zoppas⁠(d). Prima fabrică de îmbuteliere a apei provenite din izvorul San Benedetto a fost inaugurată la Scorzè în același an. Numele noului produs a fost ales San Benedetto, care era atât numele izvorului, aflat la o adâncime de 300 de metri, cât și numele patronului orașului (Sfântul Benedict de Nursia). Ca urmare a faptului că patronul orașului, după care a fost dat numele produsului, era sărbătorit în ziua de 21 martie, când avea loc echinocțiul de primăvară, a fost ales ca logo o rândunică.
Familia Zoppas, care deținea inițial o cotă minoritară în cadrul companiei Acqua Minerale San Benedetto, avea o mare experiență antreprenorială și transformase atelierul de fierărie „Zoppas Ferdinando & Figli⁠(d)”, fondat de Ferdinando (1870–1924) în anul 1923 la Conegliano pentru repararea și comercializarea sobelor și aragazelor pe cărbune și lemne, importate din Germania, într-o fabrică de produse electrocasnice, administrată de cei trei fii ai fondatorului, care producea la începutul anilor 1950 sobe pe gaz, aragaze, frigidere și mașini de spălat și avea 1.500 de angajați. Ca urmare a acestei experiențe, antreprenorul Augusto Zoppas (1903–1971), care deținea o treime din părțile sociale, a fost numit președinte al companiei, iar cei doi frați Scattolin au devenit doar membri ai consiliului de administrație.
Activitatea companiei s-a dezvoltat în anii următori și a fost instalată o linie de îmbuteliere de două mii de sticle pe oră. Forma de organizare a companiei a fost schimbată în anul 1959, iar Acqua Minerale San Benedetto a devenit societate pe acțiuni: familia Zoppas⁠(d) deținea pachetul majoritar, dar frații Scattolin continuau să se implice în mod substanțial în organizarea afacerii. Confruntarea cu concurența unor mărci mari a determinat compania Acqua Minerale San Benedetto să încerce să se extindă pe piața italiană în anii 1960 prin găsirea unor soluții la distribuția greoaie și costisitoare și pătrunderea în unele regiuni mai îndepărtate ale Italiei. O primă inovație a fost efectuată în anul 1967 prin înlocuirea lăzilor de lemn cu lăzi mai ușoare, confecționate din plastic. Apariția unor dificultăți financiare la sfârșitul anilor 1960 i-a determinat însă pe frații Bruno și Ermenegildo Scattolin să se retragă din afacere, spre regretul celor din familia Zappas, care-i considerau pe cei doi „oameni foarte atașați de munca lor”.

### Dezvoltare

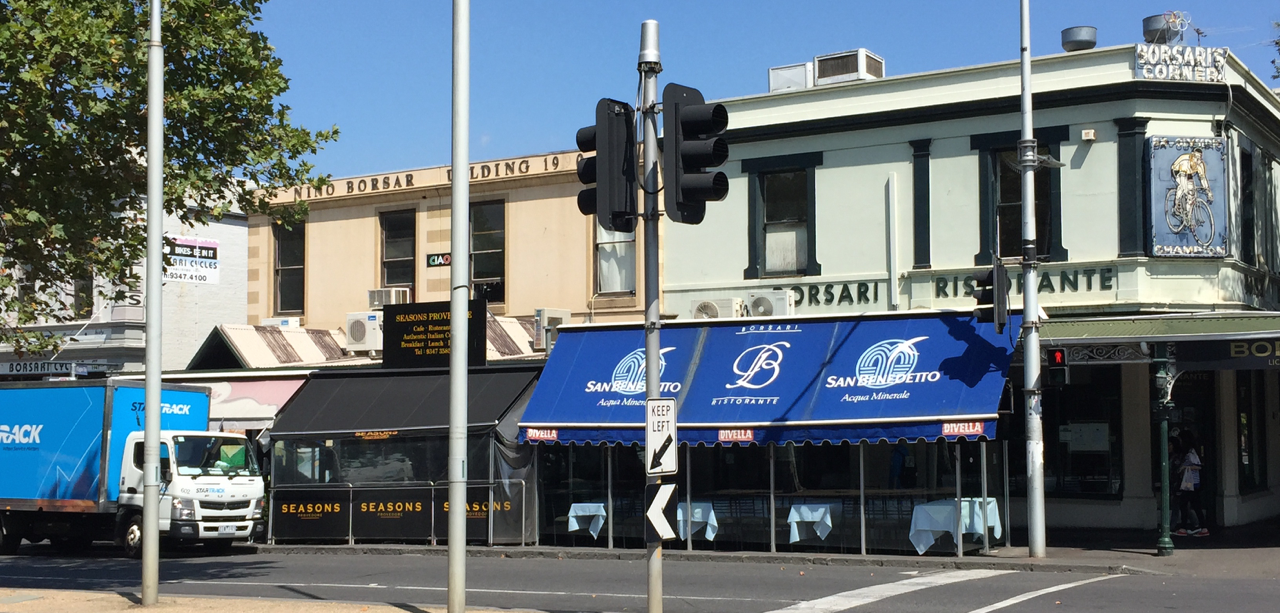
O reclamă la produsele companiei Acqua Minerale San Benedetto pe copertina retractabilă a unui restaurant din suburbia Carlton a orașului Melbourne (Victoria, Australia).

Criza economică de la începutul anilor 1970 a afectat compania Acqua Minerale San Benedetto, care avea atunci o anvergură regională. În anul 1971, când compania producătoare de electrocasnice se afla în criză și conducătorul ei, Luigi (1906–1970), murise de un an, familia Zoppas a achiziționat majoritatea acțiunilor companiei San Benedetto, care avea în acea vreme probleme financiare și era considerată una dintre cele mai puțin profitabile componente ale grupului. Giuliano De Polo (1943–2004), care s-a căsătorit cu Gabriella „Lella” Zoppas, fiica lui Augusto Zoppas, a fost numit în anul 1970 în funcția de președinte, pe care a deținut-o până la moartea sa în 2004, iar Enrico Zoppas (n. 1944), fiul lui Luigi, s-a alăturat companiei în anul 1971 ca director general (administrator delegat). Enrico Zoppas a preluat funcția de președinte în anul 2004, după moartea lui De Polo.
Compania Acqua Minerale San Benedetto a reușit să depășească dificultățile financiare în doar câțiva ani, sub conducerea lui Giuliano De Polo și Enrico Zoppas, prin investirea continuă în cercetare-dezvoltare care a dus la perfecționarea tehnologiilor de producție și la obținerea unui avantaj competitiv față de concurenți. Costul de producție a fost redus prin implementarea mai multor inovații realizate în cursul anilor 1970: grosimea foliei de plastic termocontractabil care învelea sticlele a fost redusă de la 15 la 6 microni, prin contribuția lui De Polo, linia de producție a fost complet automatizată și ambalajele din sticlă au fost înlocuite cu ambalaje din PET (tereftalat de polietilenă, o rășină termoplastică, reciclabilă și rezistentă, care fusese brevetată în 1973). Compania a cumpărat mașini de fabricare a ambalajelor din Japonia și a introdus linii de îmbuteliere în PET mai întâi pentru suc de portocale roșii la începutul anilor 1980 și apoi, după obținerea unei autorizații ministeriale, pentru apă minerală în 1983, realizând o integrare verticală a afacerii. Produsele companiei au fost îmbuteliate în recipiente de diferite mărimi: 0,5 l, 1 l, 1,5 l și 2 l. Sticlele de plastic aveau însă o problemă de echilibru, dar cei doi manageri au rezolvat-o prin cumpărarea unui brevet pentru un fund de sticlă sub forma petalelor unei flori de la compania americană Continental, pentru care au avut ulterior dispute legale cu un competitor francez. Ca urmare a acestor inovații, vânzările companiei au crescut de la 103,9 miliarde de lire în 1985 la 207,9 miliarde de lire în 1989, ca și numărul angajaților care a evoluat de la 216 la 374. Inovațiile au continuat, iar compania a deschis în 1993 o linie de îmbuteliere complet aseptică pentru producerea de băuturi necarbogazoase și a brevetat în 1996 primul capac „Push&Pull” complet aseptic și resigilabil.
Cei doi manageri (Giuliano De Polo și Enrico Zoppas) au inițiat, în paralel, o politică de extindere pe piața națională și internațională, prin cumpărarea unor concurenți și fuziunea cu alte companii importante de pe piață. Succesul politicii de inovare a creat un ecou pe plan internațional, iar compania italiană a început să fie contactată de concurenți internaționali de prim rang de pe piața băuturilor nealcoolice și a încheiat astfel acorduri de colaborare, care i-au permis să pătrundă pe noi piețe. Acqua Minerale San Benedetto a semnat în anul 1984 un acord cu compania britanică Cadbury Schweppes International pentru a produce și distribui în Italia întreaga gamă de produse Schweppes și apoi, în 1988, un acord de franciză cu PepsiCo pentru a produce și comercializa în Italia gama de produse sub mărcile Pepsi și 7 Up. Ulterior, în anul 2002, a fost încheiat un acord cu Atlantic Beverage Ltd (ABL) pentru producerea și îmbutelierea produselor Coca-Cola pe piața europeană. Pentru promovarea produselor au fost alese celebrități ale acelor vremuri precum actrița italiană de origine iugoslavă Sylva Koscina, ciclistul italian Vittorio Adorni, supermodelul american Cindy Crawford, fotomodelul Elisabetta Canalis și ciclistul și prezentatorul TV Vittorio Brumotti.
În 2006, Enrico, cei patru frați ai săi (Gianfranco, Renzo, Sara și Maria Teresa) și alte rude (Federico și Matteo Zoppas) au ajuns împreună la un acord pentru cumpărarea acțiunilor lui Giuliano De Polo cu scopul ca familia Zoppas să dețină întregul pachet de acțiuni (100%) al companiei Finanziaria San Benedetto în cadrul Gruppo Acqua Minerale San Benedetto. Achiziționarea acțiunilor lui De Polo s-a făcut prin intermediul unui împrumut de 600 de milioane de euro luat de la banca de investiții Mediobanca din Milano, care era lichidat deja în anul 2019, potrivit lui Enrico Zoppas. Lichidarea datoriilor a permis reluarea politicii de achiziții a unor companii concurente din zonă. Conducerea companiei nu era interesată să contracteze împrumuturi prin intermediul bursei, considerând că avea resurse financiare proprii pentru dezvoltarea afacerii.
Criza economică din 2007–2008 a afectat vânzările companiei, obligând compania să reducă risipa, să investească în publicitate și să inițieze în anul 2009 un proces de restructurare și reorganizare ce urma a fi derulat în anii 2010–2011. Programul de restructurare a fost avizat de minister, care a cerut efectuarea unor investiții mai mari. Deși conducerea companiei a anunțat că nu vor avea loc concedieri, muncitorii au intrat de două ori în grevă în cursul anului 2009. Compania a alocat o sumă de 30 de milioane de euro pentru dezvoltarea sistemului IT și creșterea calificării personalului.

### Extindere prin achiziții
Începând din anii 1990 compania italiană și-a extins numărul de fabrici deținute și de produse vândute. Astfel, în 1995 a fost deschisă o nouă fabrică în Popoli Terme, unde a fost îmbuteliată apa minerală Guizza Fonte Valle Reale și apoi, din 2000, apa minerală Fonte Primavera. Compania a lansat apoi pe piață băutura izotonică⁠(d) Energade, inițial pentru rețeaua de magazine MD Discount⁠(d) și mai apoi pe scară largă. În 1997 a fost înființată la Donato (Biella) compania Alpe Guizza S.p.A., care a început să îmbutelieze apa minerală Guizza Fonte Caudana. În anul 2001 grupul italian a achiziționat o participație de 100% în societatea Acqua di Nepi S.p.A. din Viterbo, extinzându-și portofoliul său de produse cu ape naturale efervescente. În 2015 a fost construită o nouă fabrică în Viggianello (provincia Potenza) pentru îmbutelierea apei minerale din Parcul Național Pollino⁠(d), printr-o investiție de 12,3 milioane de euro, din care 3,3 milioane de euro erau contribuția regiunii Basilicata. Fabrica de la Viggianello era programată să aibă o capacitate anuală de producție de 150 de milioane de sticle de apă minerală San Benedetto din izvorul „Mercure”, permițând grupului „să fie mai aproape de piețele central-sudice, reducând semnificativ transportul și contribuind la o reducere suplimentară a impactului global asupra mediului al grupului”. În urma acestor achiziții și deschideri de fabrici, Acqua Minerale San Benedetto a ajuns în anul 2019 lider pe piața băuturilor nealcoolice din Italia cu o cotă de 15,8%, cu mai mult de 1% în fața concurentului principal Nestlé. Doi ani mai târziu, în 2021, a avut loc achiziția fabricii Acqua Paradiso din Pocenia (provincia Udine).
În paralel a avut loc o dezvoltare și pe piața internațională. Compania Acqua Minerale San Benedetto a fondat în anul 1997 în provincia Valencia din Spania o companie nouă denumită Agua Mineral San Benedetto pentru îmbutelierea apei minerale și a băuturilor răcoritoare sub marca Fuente Primavera, a achiziționat în anul 1999 o participație la compania producătoare de apă minerală Santa Clara C.P.A. din Republica Dominicană și a înființat în anul 2002, în joint venture cu Doctor Pepper Snapple Group, compania IEBM S.A. de C.V. (Industria Embotelladora de Bebidas Mexicanas) din Mexic pentru producerea de apă minerală și băuturi răcoritoare. În paralel, a încheiat la începutul anului 2000 un acord de colaborare egal cu Danone, prin care au fost înființate companiile Polska Woda din Polonia și Magyarviz Kft. din Ungaria, active în producerea și comercializarea de ape minerale și băuturi răcoritoare, iar în anul 2010 a achiziționat cota de 50% deținută de Danone în cele două companii din Polonia și Ungaria, devenind astfel unicul acționar. În anul 2003 San Benedetto s-a extins pe piața spaniolă prin achiziția companiei Parque la Presa S.A. din orașul Loja (provincia Granada), care produce, distribuie și comercializează apă minerală. Vânzările din Spania, Polonia și Ungaria s-au ridicat în anul 2018 la o valoare aproximativă de 100 de milioane de euro, reprezentând 13% din cifra de afaceri totală a grupului de 764 milioane de euro. San Benedetto era în acel an al doilea cel mai mare producător de apă minerală de pe piața spaniolă și anunța că dorea să se extindă prin noi achiziții.
Compania investea anual în anii 2010, potrivit președintelui, 50 de milioane de euro în activitățile de cercetare și dezvoltare pentru noi materiale și linii de îmbuteliere și încă aproximativ 20 de milioane de euro în activitățile de marketing. Enrizo Zoppas a inițial o politică de sustenabilitate și a încheiat în anul 2009 un acord cu Ministerul Mediului, care a fost reînnoit și dezvoltat în 2016, 2018 și 2021, prin care și-a asumat obligația de înlocuire a energiei generate de combustibil fosili cu energie fotovoltaică, reducerea amprentei de carbon, investiții în surse de energie regenerabilă, folosirea de materiale reciclabile pentru ambalajele produselor. Produsele companiei sunt ambalate începând din anul 2012 doar în ambalaje din plastic regenerat. PET-ul folosit pentru produsele San Benedetto este 100% reciclabil și poluează mult mai puțin mediul ca urmare a faptului că producerea sa consumă mult mai puțină energie decât pentru sticlă sau cutii metalice. În anul 2017, în baza acestei politici de protejare a mediului, compania Acqua Minerale San Benedetto a plantat 6.000 de copaci în orașul Scorzè și a creat astfel pădurea San Benedetto. În afara politicii de inovare și a politicii de protejare a mediului, compania italiană s-a implicat, de asemenea, în plan social prin sponzorizarea unor activități sportive ca baschetul și ciclismul.
Acqua Minerale San Benedetto a ajuns un colos multinațional cu 1.800 de angajați la 60 de ani de la înființarea sa și a obținut în anul 2015 o cifră de afaceri de 730 de milioane de euro, în creștere cu 50 de milioane față de anul anterior. Funcționau atunci 44 de linii de îmbuteliere în Italia, cu o capacitate totală de producție de peste 20 de milioane de sticle pe zi. Cu ocazia aniversării a 60 de ani la înființarea companiei, au fost organizate o serie de evenimente festive, care au popularizat imaginea companiei și apei sale minerale: organizarea unei expoziții intitulate „Un futuro nato da una grande storia” („Un viitor născut dintr-o mare istorie”) în spațiile Universității Cà Foscari din Veneția și apoi ale Muzeului Național de Știință și Tehnologie „Leonardo da Vinci” din Milano, lansarea monografiei Un lungo sorso di freschezza („O înghițitură lungă de prospețime”), scrise de Luca Masia, prefațate de Ferruccio De Bortoli și publicate de editura Mondadori Electa, ce prezintă istoria companiei prin materiale și fotografii de arhivă.
Cifra de afaceri totală a companiei a ajuns în anul 2018 la valoarea de 764 milioane de euro, ce era obținută prin vânzarea a 4,6 miliarde de bucăți în întreaga lume (dintre care 3,6 de miliarde de bucăți doar în Italia). Fabrica din Scorzè producea 2,6 miliarde de sticle pe an, cu o producție zilnică medie de 15-16 milioane de sticle. Întregul grup avea atunci un număr total de 2.296 de angajați, dintre care 1.183 lucrau doar la fabrica din Scorzè. Numărul angajaților a scăzut puțin în anii următori, ajungând la aproape 2.000 în anul 2023.
Grupul italian controla în anul 2024 șapte societăți din Italia: Acqua Minerale San Benedetto S.p.A. din Scorzè, Gran Guizza S.p.A. din Popoli, Alpe Guizza S.p.A. din Scorzè (cu fabrica în comuna Donato), Acqua di Nepi S.p.A. din Nepi, Viggianello Fonti del Pollino S.p.A. din Viggianello, Fonte Cutolo Rionero in Vulture S.r.l. din Atella și Guizza del Friuli S.r.l. din Pocenia și patru societăți din străinătate: Agua Mineral San Benedetto S.A.U. din San Antonio de Requena (Valencia), Parque La Presa S.A. din Loja (Granada), Polska Woda Sp. z o.o. din Ozorków (Polonia) și Magyarvíz Ásványvíz Kft. din Lajosmizse (Ungaria).

## Produse
Cerințele în creștere ale pieței băuturilor nealcoolice au determinat o inovare continuă pentru a anticipa schimbările survenite în gusturile consumatorilor și pentru a adapta portofoliul de produse prin lansarea unor noi sortimente. Acqua Minerale San Benedetto a continuat să producă mărcile de apă minerală San Benedetto, Fonte Primavera, Guizza Fonte Caudana și Acqua di Nepi, precum și mărcile de băuturi răcoritoare sub licență Schweppes, Pepsi, 7 Up și Coca-Cola, dar și-a extins tot mai mult începând din anii 2000 portofoliul de produse. Astfel, au fost lansate pe piață în anul 2000 marca de apă minerală Libera, în sticlă cu capac „push&pull”, în anul 2001 marca de ceai Thè San Benedetto în formatul Baby de 0,25 l dedicat copiilor, îmbuteliat în mediu aseptic, și în 2011 marca de apă cu vitamine Aquavitamin. În anul 2015 compania a achiziționat marca istorică lucană de apă minerală naturală efervescentă Cutolo Rionero. Apa minerală San Benedetto a obținut trei stele (Superior Taste Award) în anul 2012 din partea unui juriu al International Taste & Quality Institute din Bruxelles, iar marca San Benedetto Antica Fonte (în variantele Naturale și Frizzante), cu un conținut extrem de scăzut de nitrați (0,1 mg/l), a fost distinsă în anul 2017 tot cu trei stele de către același institut redenumit acum The International Taste Institute și a obținut în același an un premiu pentru cel mai inovator produs italian la categoria „Băuturi” în cadrul târgului alimentar Anuga de la Köln (Germania).
Compania italiană distribuia în anul 2016 o gamă largă de produse: ape minerale (San Benedetto, Acqua di Nepi, Guizza și Cutolo Rionero Fonte Atella), apă minerală îmbogățită cu arome și vitamine (Aquavitamin și San Benedetto Ice Formula Zero), băuturi carbogazoase (San Benedetto și Schweppes), ceai (San Benedetto și Guizza), ceai cu mușețel (Baby Drink), băuturi energizante pentru sportivi (Energade), apă tonică (Schweppes), sucuri de fructe (Oasis si San Benedetto Succoso) și aperitive nealcoolice (Ben's și Schweppes).
În iulie 2023 au fost lansate două produse care conțin cofeină: San Benedetto Super Boost, o băutură energizantă clasică în cutii de 0,33 l și PET de 0,75 l, și San Benedetto Fruit & Power, un amestec de suc mixt de fructe (măr, rodie, mango, ananas) și apă minerală naturală, îmbogățit cu taurină, în PET de 0,40 l.